# غاري شيرمان (سياسي)
غاري شيرمان (بالإنجليزية: Gary Sherman)‏ هو قاضي ومحامي وسياسي أمريكي، ولد في 5 مايو 1949 في شيكاغو في الولايات المتحدة. نشط حزبياً في الحزب الديمقراطي. وقد انتخب عضو جمعية ولاية ويسكونسن.